# Ulei de in

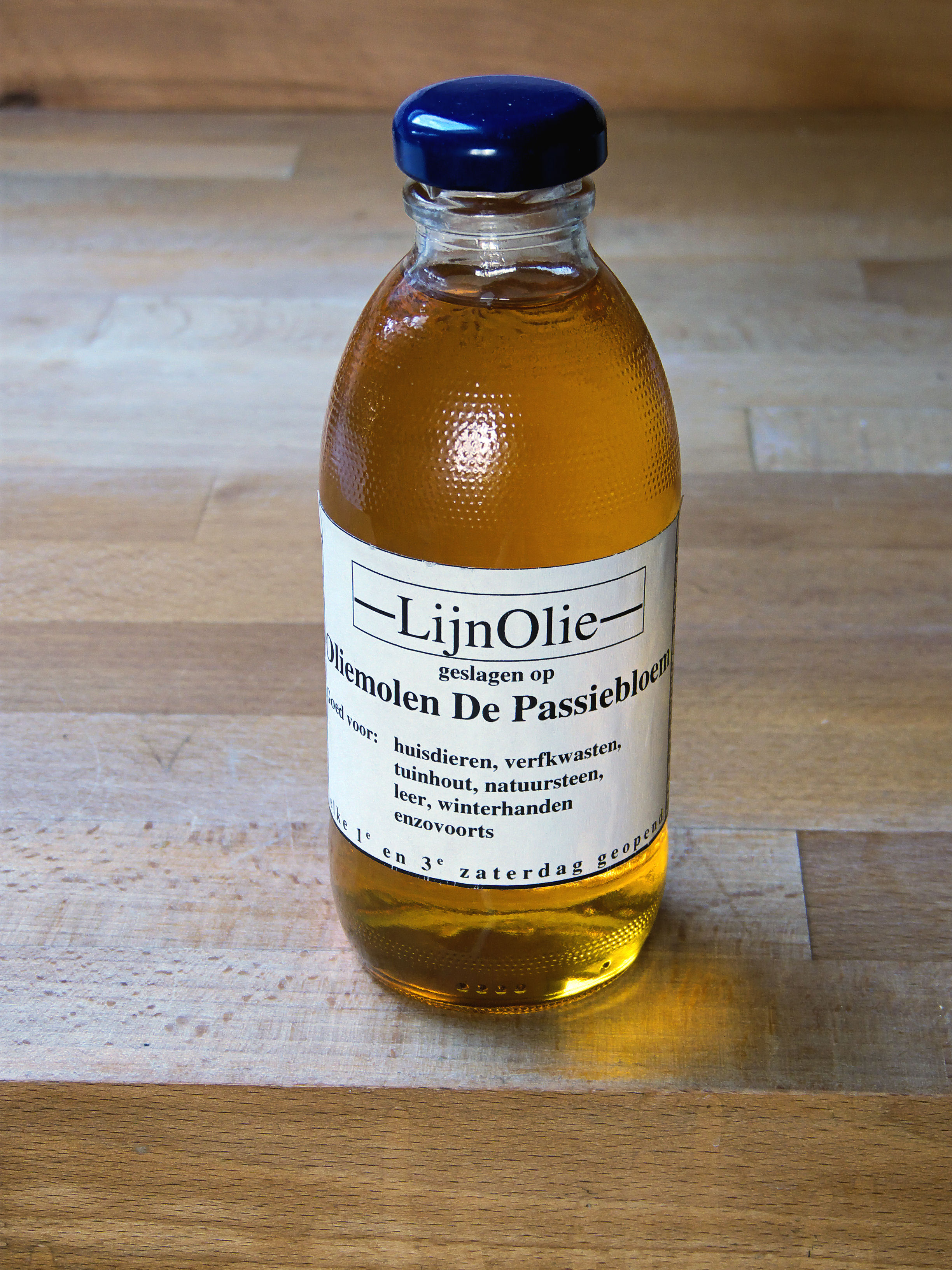
Ulei de in într-un recipient.

Uleiul de in este un ulei vegetal care se extrage din semințele inului (Linum usitatissimum).